# Javier Marchán
Javier Marchán (* 15. November 1967 in Barcelona) ist ein katalanischer Konzeptkünstler, der in Österreich lebt und arbeitet.
Javier Marchán studierte  bildende Kunst und zeitgenössisch-kritische Theorie am Goldsmiths College der Universität London. Eine weitere kunsttheoretische Ausbildung erhielt er an der Jan van Eyck Academie in Maastricht.
Beachtung als Künstler erzielte Marchán erstmals 1996 mit der Gruppenausstellung New Contemporaries in der Tate Liverpool. Seit 1997 wird seine Arbeit auch in Einzelausstellungen präsentiert, so 2001 in der 2004 im Museum für angewandte Kunst, Wien (SoftSoftSoftSeries).